# Sannäsfjorden
Sannäsfjorden este o arie protejată (arie specială de conservare — SAC, sit de importanță comunitară — SCI) din Suedia întinsă pe o suprafață de 435,1 ha, integral pe uscat.

## Localizare
Centrul sitului Sannäsfjorden este situat la coordonatele 58°44′35″N 11°13′29″E / 58.7431°N 11.2248°E.

## Înființare
Situl Sannäsfjorden a fost declarat sit de importanță comunitară în ianuarie 1997 pentru a proteja un număr necunoscut de specii din flora spontană și fauna sălbatică aflate în arealul zonei. Situl a fost protejat și ca arie specială de conservare în martie 2011.

## Biodiversitate
Situată în ecoregiunile boreală și marină Atlantică, aria protejată conține 6 habitate naturale: Estuare, Pășuni atlantice udate de apa mării (Glauco-Puccinellietalia maritimae), Salicornia și alte specii anuale care populează regiunile mlăștinoase și nisipoase, Terase mlăștinoase și terase nisipoase neacoperite de apă la reflux, Golfuri mici largi și golfuri puțin adânci, Recifuri.
La baza desemnării sitului se află un număr nedeclarat de specii protejate.